# Jamaica nos Jogos Pan-Americanos de 1987
Jamaica competiu na 10º edição dos Jogos Pan-Americanos, realizados na cidade de Indianápolis, nos Estados Unidos. Conquistou treze medalhas nesta edição. 